# Шеракарер
Шеракарер — царь Куша (Судан), правивший приблизительно в 20—30 годах.
Шеракарер был третьим сыном Натакамани и Аманиторе. Наследными принцами до Шеракарера были его старшие братья Ариканкарер и Арикакэхтани. В то время, как он являлся наследником престола Кушитского царства, был построен храм в Амаде. Также его имя было найдено в храме Напаты (комната B 501). Царица Аманиторе, вероятно, умерла раньше своего супруга Натакамани. После смерти Натакамани на трон вступил Шеракарер.
Шеракарер принадлежит триумфальная надпись, найденная в Джебель-Кейли около торгового маршрута в Кассалу. Это самая восточная надпись Мероитской династии, найденная до сих пор.
По предположению Рейснера, Шеракарер был похоронен в пирамиде Beg. N10 в Мероэ.